# Nilsko plava
Nilsko plava (ili nilsko plava A) je bojilo koje se koristi u biologiji i histologiji. Može se koristiti sa živim ili fiksnim stanicama, a jezgrama stanica daje plavu boju. Također se može koristiti zajedno u fluorescentnoj mikroskopiji za bojanje prisutnosti granula polihidroksibutirata u prokariotskim ili eukariotskim stanicama. Prokuhavanjem otopine nilske plave sa sumpornom kiselinom nastaje nilsko crvena (nilsko plavi oksazon). Nilsko plava je fluorescentno bojilo. Fluorescencija se posebno pokazuje u nepolarnim otapalima s visokim kvantnim prinosom.

## Oksazini
Oksazini su heterociklički spojevi koji sadrže jedan kisikov i jedan dušikov atom u dvostruko nezasićenom šesteročlanom prstenu. Izomeri postoje ovisno o relativnom položaju atoma i relativnom položaju dvostrukih kemijskih veza. Derivati se nazivaju isto oksazini; primjeri uključuju ifosfamid i morfolin (tetrahidro-1,4-oksazin). Tržišno dostupan dihidro-1,3-oksazin je reagens u Meyersovoj sintezi aldehida. Fluorescentna bojila poput nilske crvene i nilsko plave temelje se na aromatskom benzofenoksazinu. Cinabarin i cinabarska kiselina dva su prirodna dioksazina koja se dobivaju biorazgradnjom triptofana.

### Oksazinska bojila
Oksazinska bojila sadrže kao kromofor fenoksazonijsku grupu često kondenziranu s aromatskim sistemima. Stabilizacija rezonantnih kinonoidnih oblika, u kojima se ta bojila kao soli s jakim kiselinama nalaze, povećava se prisutnošću auksokromnih skupina (—N < i —OH) u m-položaju prema kisiku, odnosno u p-položaju prema dušiku. Važnost ima danas još samo mala grupa dioksazinskih bojila, u kojima su dva oksazinska sistema kondenzirana. To su briljantna, vrlo postojana bojila za direktno bojenje pamuka i vune. Primjer za njih je Siriuslichtblau FF2GL, C.I. 51300, koji se priprema kondenzacijom p-aminodifenilamin-o-sulfonske kiseline s tetraklor-p-benzokinonom (kloranilom) u vodenoj otopini uz magnezijev oksid i zatim ciklizacijom tako dobivenog intermedijarnog produkta s pomoću oleuma.

### Slike
|                                                                         | |
| Nilsko plava u vodi; s lijeva na desno: pH 0, pH 4, pH 7, pH 10, pH 14. | Nilsko plavi hidroklorid u vodi u različitim koncentracijama; s lijeva na desno: 1000 ppm, 100 ppm, 10 ppm, 1 ppm, 100 ppb. |

| | |
| Nilsko plava u vodi (donja faza) i etil-acetat (gornja faza) pri dnevnom svjetlu; s lijeva na desno: pH 0, pH 4, pH 7, pH 10, pH 14 | Nilsko plavo u vodi (donja faza) i etil acetat (gornja faza) na UV svjetlu (366 nm); s lijeva na desno: pH 0, pH 4, pH 7, pH 10, pH 14 |

| |
| Nilsko plava (slobodna baza) na dnevnom svjetlu (gornji red) i UV svjetlost (366 nm, donji red) u raznim otapalima; s lijeva na desno: 1. metanol, 2. etanol, 3. tertbutil metil eter, 4. cikloheksan, 5. n-heksan, 6. aceton, 7. tetrahidrofuran, 8. etil acetat, 9. dimetilformamid, 10. acetonitril, 11. toluen, 12. kloroform |